# Juan José Falcón Sanabria
Juan José Falcón Sanabria (født 11. februar 1936 i Las Palmas de Gran Canaria, Spanien - død 23. juni 2015) var en spansk komponist, dirigent, professor og lærer.
Sanabria studerede komposition og direktion på det Kongelige Musikkonservatorium i Tenerife, og tog endvidere undervisning i Madrid.
Han har skrevet en symfoni, orkesterværker, operaer, balletmusik, korværker, instrumentalværker, vokalmusik etc.
Han var dirigent for Gran Canarias Filharmoniske Orkester og underviste som professor og lærer i komposition på Las Palmas Universitet i Gran Canaria.

## Udvalgte værker
- Urban Symfoni (1990) - for orkester
- Symfonisk Adagio (1995) - for orkester
- Atlantica (1991) - for orkester
- Tauriagua (1959) - ballet